# Thomas Nachlik
Thomas Nachlik (* 30. Mai 1972 in Bytom, Woiwodschaft Schlesien, Polen) ist ein deutscher Comiczeichner und Illustrator.

## Leben
Thomas Nachlik studierte Industrial Design und Grafikdesign an der Universität Duisburg-Essen.
Er arbeitet für die amerikanischen Comicverlage DC Comics, Marvel Comics und Image Comics.
Für das Studio von Todd McFarlane bei Image Comics zeichnet er u. a. Spawn und King Spawn.
Thomas Nachlik ist verheiratet und lebt und arbeitet heute in Münster.

## Werke (Auswahl)

### Image Comics/Todd McFarlane Productions
- King Spawn #7 und #8 (jeweils Zweitstory), #9, #13 bis #15 (alle komplett), #14 (auch Cover), #19 (Februar 2022 bis Februar 2023)
- Spawn #321 (August 2021, Kurzgeschichte), #323 (November 2021), #327 (März 2022) (jeweils Seiten der Hauptstory)
- Gunslinger Spawn #1 (Juli 2022, Kurzgeschichte)
- Scorched #11 (Cover)

### Image Comics/Top Cow
- Last Mortal #1 bis #4 (Mai 2011 bis August 2011, Miniserie, komplett, auch Cover)
- Pilot Season: Theory of Everything #1 (November 2011)
- Pilot Season: Forever #1 (2017)

### Image Comics
- The Beauty #13 bis #16, #18 bis #29 (2017 bis 2019)
- Sam and Twitch: Case Files #9 (Dezember 2024)

### Marvel Comics
- Lord of Empyre: Swordsman #1 (August 2020)

### Boom! Studios
- Last Mortal (erweiterte Neuauflage)

### Fair Square Comics
- Mutiny Magazine #0 (Juni 2021, Kurzgeschichte)[1]

### DC Comics
- Batman 80-Page Giant 2011 (2011, Kurzgeschichte)

### Speakeasy Comics
- The Flying Friar (Dezember 2005)[2]

### Titan Entertainment Group
- Conan: Battle of the Blackstone #4, Cover (Dezember 2024)[3]